# Фемида
Феми́да, также Теми́да, Теми́с (др.-греч. Θέμις, Θέμιδος, лат. Themis), — в греческой мифологии богиня правосудия, титанида, вторая супруга Зевса. Упомянута в гомеровской «Одиссее» (II 68). У римлян — Юстиция.
Изображается с повязкой на глазах, весами и мечом в руках.
Иносказательно Фемида — правосудие, закон; весы Фемиды — символ правосудия; служители (слуги, жрецы) Фемиды — слуги закона, судьи.

## Мифология
Фемида — дочь Урана и Геи, титанида. Вторая после богини мудрости Метиды (Метис) супруга Зевса.
От союза с Зевсом она родила трёх Ор: Эвномию («благозаконие»), Дике («справедливость») и Эйрену («Мир»); и, по одному из вариантов мифа, трёх Мойр: Клото́ («Пряха»), Ла́хесис («Судьба»), А́тропос («Неотвратимая»).
По Эсхилу, Феми́да — мать Прометея, при этом её образ сближается с землёй Геей и соответствует ей.
Обладая даром прорицания, Фемида открывает Прометею тайну, что женитьба Зевса на Фетиде приведёт к рождению сына, который свергнет Зевса. По версии мифа, от Геи она получила Дельфийский оракул, где давала предсказания, и который передала своей сестре Фебе, та же подарила его своему внуку Аполлону.
Фемида помогает Зевсу развязать Троянскую войну.
По Гомеру, она объявляет волю Зевса на Олимпе, созывает богов на совет.
Она передаёт людям повеления верховного бога.
Фемида первой научила прорицаниям, жертвоприношениям и божественным обрядам. По некоторым источникам, изобрела героический гексаметр. Она воспитала благочестие индов.
Как богиня олимпийской мифологии Фемида уже не отождествляется с землёй (Геей), а является её порождением, являясь супругой Зевса выступает в качестве основы правопорядка.
В Олимпии у Стомиона (Зев, Отверстие) вблизи алтаря Геи с её оракулом и алтаря Зевса находился жертвенник Фемиды.
Фемида была великой богиней, которая управляла 13-месячным годом, разделённым на два сезона летним и зимним солнцестоянием. В Афинах олицетворением этих времён года были Талло и Карпо, что соответственно означает божества «цветения» и «зрелого плода».
В микенскую эпоху слово «фемис» (установление по обычаю) встречается в названиях местностей: ti-mi-to a-ke-e (Фемисто Агее?), te-mi-ti-ja (Фемистия?).
Ей посвящён LXXIX орфический гимн.
Именем богини назван астероид (24) Фемида, открытый в 1853 году. В честь Юстиции назван астероид (269) Юстиция, открытый в 1887 году.

## Изображение и атрибуты
Фемиду изображают с повязкой на глазах, что символизирует беспристрастие, с весами в одной руке и мечом в другой — такое распространённое изображение она получила уже у римлян, заимствовавших её образ у греков в виде Юстиции. Римляне вложили в её руку меч вместо рога изобилия, первоначально же у неё не было и повязки, то есть она изображалась с весами и рогом изобилия.
Весы — древний символ меры и справедливости. На весах правосудия взвешиваются добро и зло, поступки, совершённые смертными при жизни. Посмертная судьба людей зависела от того, какая чаша перевесит. Рог изобилия в руке Фемиды — символ воздаяния или не воздаяния представшему перед её судом.
- Фемида в роли пифии вещает ЭгеюАттический килик, ок. 440—430 гг. до н. э.
- Фемида в изображении русского художника, журнал «Жизнь и суд», 1916 год
- Красногвардеец и Фемида, белогвардейская карикатура. 1917
- Изваяние Фемиды рядом с Верховным судом Квинсленда
- Статуя Фемиды на вокзале Юнион, Вашингтон, округ Колумбия